# After the gold rush (album van Neil Young)
After the gold rush is het derde studioalbum van Neil Young. Het werd door Reprise Records op 19 september 1970 uitgebracht. In Nederland kwamen de singles Only love can break your heart en Oh lonesome me in de hitlijsten terecht. Ook het nummer Southern man, een aanklacht tegen het reilen en zeilen van de Ku Klux Klan, werd een klassieker in het oeuvre van de Canadees. Het is een van zijn meest succesvolle albums. Ten tijde van het verschijnen van After the gold rush was Neil Young ook lid van Crosby, Stills, Nash & Young.

## Muzikanten
- Neil Young – gitaar, piano, mondharmonica, vibrafoon, zang
- Danny Whitten – gitaar, zang
- Nils Lofgren – gitaar, piano, zang
- Jack Nitzsche – piano
- Billy Talbot – bas
- Greg Reeves – bas
- Ralph Molina – drums, zang
- Stephen Stills – zang
- Bill Peterson – bugel

Danny Whitten, Billy Talbot en Ralph Molina vormden de band Crazy Horse, die in de loop  der jaren op veel albums van Neil Young heeft gespeeld. Danny Whitten worstelde met drugs- en alcoholproblemen en is in 1972 overleden aan een overdosis. Neil Young heeft het nummer The Needle and the damage done aan hem opgedragen. De 17-jarige Nils Lofgren nam de plaats in van Danny Whitten. Later zou hij deel gaan uitmaken van Bruce Springsteens E-street Band.
Jack Nitzsche was een muzikant en arrangeur die samen met Neil Young het nummer Expecting to fly van Buffalo Springfield heeft opgenomen en ook als coproducer heeft meegewerkt aan Youngs debuutalbum.
Greg Reeves speelde ook bas op het album Déjà Vu van Crosby, Stills, Nash & Young. Stephen Stills heeft samen met Neil Young gespeeld in Buffalo Springfield en Crosby, Stills, Nash en Young. Bill Petterson is een sessiemuzikant die gewerkt heeft met onder meer The Beach Boys, Tim Buckley en soulzangeres Martha Reeves.

## Muziek
Op dit album staat een combinatie van rock- (Southern man en When you dance I can really love) en rustige nummers (onder meer After the gold rush, Only love can break your heart, Birds en Don’t let it bring you down). De cover van Oh lonesome me is een rustig en gevoelig nummer, terwijl de oorspronkelijke versie van Don Gibson (uit 1958) meer uptempo country-and-westernmuziek is. Southern man is een aanklacht tegen de Ku Klux Klan. Later heeft de southernrockband Lynyrd Skynyrd hier op gereageerd met Sweet home Alabama. 

## Tracklist
Alle muziek en teksten zijn geschreven door Neil Young, behalve het door Don Gibson geschreven Oh lonesome me. 
| Nr. | Titel                          | Duur |
| --- | ------------------------------ | ---- |
| 1.  | Tell me why                    | 2:54 |
| 2.  | After the gold rush            | 3:45 |
| 3.  | Only love can break your heart | 3:05 |
| 4.  | Southern man                   | 5:41 |
| 5.  | Till the morning comes         | 1:17 |
| 6.  | Oh lonesome me                 | 3:47 |

| 7.                 | Don't let it bring you down      | 2:56 |
| 8.                 | Birds                            | 2:34 |
| 9.                 | When you dance I can really love | 3:44 |
| 10.                | I believe in you                 | 2:24 |
| 11.                | Cripple Creek ferry              | 1:34 |
| Totale duur: 33:41 |                                  |      |

## Album
After the gold rush is opgenomen in de Sunset Sound Studio in Hollywood, Californië, Sound City in Los Angeles, en Redwood Studios in Topanga, Californië, tussen december 1969 en juni 1970. Het album is geproduceerd door Neil Young in samenwerking met David Briggs en Kendall Pacios. David Briggs had ook al meegewerkt aan de eerste twee albums van Neil Young. Het album is sinds 1986 ook op cd verkrijgbaar. Er is een geremasterde heruitgave uitgebracht in 2009. 
Op de voorkant van de albumhoes staat een zwart-witfoto van Neil Young in profiel die langs een hek bij een gebouw loopt. Achter hem loopt een klein oud vrouwtje. De binnenzijde van de hoes bestaat uit een boekwerkje waarin de albumtracks, de medewerkers (credits) en alle teksten (handgeschreven) vermeld  staan. Midden in het boekje staat een foto van Neil Young, liggend op een bank, met rondom hem een stuk of vijf gitaren.
Er zijn drie singles van dit album verschenen: Only love can break your heart, When you dance I can really love en Oh lonesome me. Op de site van Discogs is de discografie van After the gold rush te vinden. 

## Ontvangst
Het album is over het algemeen zeer goed ontvangen. De plaat kreeg vijf sterren van de site AllMusic en van het tijdschrift Rolling Stone: het maximum. Diverse media hebben een lijst opgesteld van de beste albums. Op de lijst van beste 500-albums aller tijden van Rolling Stone staat After the gold rush op nummer 71. Dat is het hoogst geplaatste album van Neil Young.
After the gold rush bereikte de achtste plaats in de Amerikaanse Billboard 200. De single Only love can break your heart kwam op nummer 33 en When you dance I can really love bereikte nummer 93. In Groot-Brittannië haalde het album de 7e plaats. De singles haalden de Britse hitlijsten niet. In de Nederlandse hitlijsten bereikte het album een tweede plaats. De single Oh Lonesome me behaalde in Nederland de tweeëndertigste plaats en Only love can break your heart de achttiende.